# 鳥取県西部広域行政管理組合
鳥取県西部広域行政管理組合（とっとりけんせいぶこういきぎょうせいかんりくみあい）は、鳥取県米子市・境港市・日吉津村・大山町・南部町・伯耆町・日南町・日野町及び江府町の2市6町1村が設立している一部事務組合。
現在の管理者は伊木隆司（米子市長）。

## 事務局
- 事務局（一部の部署を除く）
  - 〒689-3492 鳥取県米子市淀江町西原1129番地1（米子市淀江支所1階）
- 環境資源課
  - 〒689-4106 鳥取県西伯郡伯耆町口別所630番地（リサイクルプラザ内）

### 主な事務内容
- 鳥取県西部地域の広域的な地域振興に関する事務
- ごみ処理施設（清掃工場・最終処分場）の設置及び管理運営
- し尿処理施設の設置及び管理運営
- 火葬場の設置及び管理運営
- 常備消防事務
- 介護保険に関する事務

### 沿革
- 1971年10月 鳥取県西部広域市町村圏協議会を設立。
- 1972年6月 鳥取県西部広域行政管理組合を設立。
- 1974年6月 鳥取県西部広域市町村圏協議会を解散し、その事務を継承。
- 2006年3月13日 事務局を米子市淀江支所に移転。

### 組織
- 議会
  - 議員定数：16人（米子市：7人、境港市：2人、町村：各1人、関係市町村の議員による互選）
- 執行機関
  - 管理者：1人（米子市長）
  - 副管理者：9人（8人は米子市以外の関係市町村の長とし、1人は米子市副市長から選任）
  - 会計管理者：1人（組合の職員から管理者が任命）
  - 監査委員：2人
  - 教育委員会
    - 教育委員：5人（教育長を含む）

  - 補助職員：339人（管理者事務部局：47人、消防事務部局292人）
  - 介護認定審査会委員：96人
  - 障害認定審査会委員：18人
- 総務課
  - 庶務係
  - 財務係
  - 福祉係
- 会計室
- 視聴覚ライブラリー
- 施設課
  - 管理係
  - 桜の苑係
  - 白浜浄化場係
  - 米子浄化場係
- 環境資源課
  - 庶務係
  - リサイクルプラザ（技術管理第一係）
  - エコスラグセンター（技術管理第二係）
  - 最終処分場係

### ごみ処理施設
- リサイクルプラザ（清掃工場）
  - 鳥取県西伯郡伯耆町口別所630番地
- エコスラグセンター（清掃工場）
  - 鳥取県西伯郡伯耆町岸本字大成489番地1
- 最終処分場
  - 鳥取県米子市淀江町小波441番地

### し尿処理施設
- 白浜浄化場（し尿処理施設）
  - 鳥取県米子市淀江町中間856番地1
- 米子浄化場（し尿処理施設）
  - 鳥取県米子市安倍213番地

### 火葬場
- 桜の苑（火葬場）
  - 鳥取県米子市長砂町1066番地

## 消防局

### 沿革
- 1976年5月1日　鳥取県西部消防局が発足。
- 1995年1月17日　阪神・淡路大震災に応援出場する。
- 2009年11月2日　高度救助隊「スーパーレスキュー皆生」を設置する。
- 2011年3月12日　東北地方太平洋沖地震に伴う東日本大震災に緊急消防援助隊を派遣した。

### 概要
- 本部の住所：〒683-0853 鳥取県米子市両三柳5452番地
- 消防局名称：鳥取県西部広域行政管理組合消防局
- 消防署4カ所、出張所4カ所
- 主力機械（2017年4月1日現在）
  - 普通消防ポンプ自動車：19
  - 水槽付消防ポンプ自動車：5
  - はしご付消防自動車：3
  - 化学消防自動車：3
  - 救急自動車：14
  - 救助工作車：3（1台は高度救助隊運用のⅢ型）
  - 指揮車：5
  - 査察・広報車：19
  - 作業車：1
  - 資機材搬送車：1

### 組織
- 総務課
  - 庶務係
  - 経理係
  - 教養係
- 予防課
  - 予防係
  - 危険物係
  - 建築係
- 警防課
  - 警防係
  - 機械装備係
  - 救急救助係
- 指令課
  - 指令係
  - 情報係

### 消防署
| 消防署     | 住所                               | 出張所 |
| ---------- | ---------------------------------- | --- |
| 米子消防署 | 鳥取県米子市冨士見町一丁目103番地1 | 皆生：鳥取県米子市皆生五丁目8番5号 南部：鳥取県西伯郡南部町清水川3番地 伯耆：鳥取県西伯郡伯耆町溝口20番地4 |
| 境港消防署 | 鳥取県境港市中野町2116番地         | 弓浜：鳥取県米子市大篠津町2913番地1                                                                        |
| 大山消防署 | 鳥取県西伯郡大山町末吉403番地2     | 中山：鳥取県西伯郡大山町長野880番地3                                                                       |
| 江府消防署 | 鳥取県日野郡江府町武庫1390番地3    | 生山：鳥取県日野郡日南町生山349番地1                                                                       |